# Yosuke Matsumoto
Yosuke Matsumoto (født 27. marts 1990) er en tidligere japansk fodboldspiller.
Han har spillet for flere forskellige klubber i sin karriere, herunder Giravanz Kitakyushu.